# 海爾森·肯威
海爾森·E·肯威（英語：Haytham E. Kenway，1725年12月4日—1781年9月16日）是一个于电子游戏《刺客教條系列》中的虚拟角色，《刺客信条III》前三章的主角及後七章的大反派。《刺客教條IV：黑旗》的主角愛德華·肯威的兒子，《刺客信条III》的另一位主角拉頓哈給頓（康納）的父親，也是戴斯蒙少有的、身為聖殿騎士成員的祖先。
聖殿騎士團殖民地分冊的最高大師，直到他逝世之前，北美洲幾乎都在他領導的聖殿騎士團控制之下，並打壓的讓刺客兄弟會幾乎無法翻身。

## 生平
海爾森自幼就從父親愛德華那接受刺客技藝的訓練，直到愛德華被雷吉納·博區派人將他殺害為止，之後頓失依靠的海爾森被博區收養，並由他一手培養成一個出色的聖殿騎士。
成年後的海爾森從博區那接受任務，開始尋找第一文明大神殿的下落，並因此接觸到父親遇害之謎，同時他也在美洲殖民地募集夥伴，為聖殿騎士擴展殖民地區域的版圖。在這期間，海爾森雖然找到了大神殿的所在地，卻苦於沒有鑰匙可以將其打開。而在私底下，海爾森與協助他的美洲原住民女性卡尼耶蒂依翁有了一段感情，只是海爾森直到離開之前都不知道他與卡尼耶蒂依翁已經有了一個孩子——拉頓哈給頓。
回到歐洲後，海爾森與博區的關係日益緊張，但他還是聽從了後者的命令，前往中東的奧斯曼帝國尋找開啟大神殿的方法。就在調查途中，海爾森找到了父親遇害後就隨之失蹤的異母姐姐珍妮佛，並從對方的口中得知了博區才是弒父真兇的真相，海爾森隨即帶著姐姐回到英國，在和博區對質的時候，博區挾持了珍妮佛，但在珍妮佛掙扎的時候誤撞到自己的長劍而死。
在安排好姐姐的日後生活後，海爾森回到美洲殖民地繼續對抗刺客組織，同時接納了背叛了兄弟會的謝伊為新的聖殿騎士，在兩人的努力下，殖民地的刺客兄弟會受到了致命性的打擊，只剩阿基里斯被軟禁在達文波特莊園。
多年後，當北美十三州獨立聲浪四起，並與英軍開始產生衝突之際，海爾森再度回到美洲，並意圖用同伴查爾斯·李取代大陸軍指揮官喬治·華盛頓成為新的領導人，但隨著已成為刺客的康納開始四處獵殺聖殿騎士、同為聖殿騎士的同伴班傑明·邱奇也起了異心，海爾森的計畫開始出現破綻，雖然與兒子康納之間有過合作，但兩人最後仍因理念的不同而分裂。
在康納為了替母親復仇而執著於獵殺查爾斯，海爾森為了心中的理想而在喬治堡攔截住康納，並與兒子展開死鬥，海爾森一度佔了上風，打算勒斃康納之際遭到對方用袖劍反擊，海爾森臨終前對自己的所作所為並不後悔，並在讚揚了康納的意志後死去。

## 裝備和技能
裝備
袖劍
技能
鷹眼視覺